# Edouard Bauty
Edouard Bauty (* 13. April 1874 in Lausanne; † 4. September 1968 in Genf) war ein Schweizer Journalist. Er war von 1911 bis 1918 Chefredaktor der Genfer Zeitung Tribune de Genève.

## Leben
Edouard Bauty war der Sohn von Charles Bauty (1842‒1910), protestantischer Pfarrer am kantonalen Krankenhaus in Lausanne. Die Familie Bauty stammte ursprünglich aus der Dauphiné. Edouard Bauty besuchte das Progymnasium (wo er Schulkamerad des späteren Schweizer Generals Henri Guisan war) und das klassische Gymnasium in Lausanne, studierte danach Theologie an der Universität Lausanne und schloss 1897 mit dem Lizentiat ab. Nach dem Studium besuchte Bauty während zwei Jahren die Kunstschule Friedrich Fehr in München. Entsprechend trat er neben seinem Wirken als Journalist auch als Kunstmaler in Erscheinung. Er veranstaltete mehrere Vernissagen mit seinen Werken. 1902 heiratete er in Paris Anna Berthe Raach.

## Berufliche Karriere
Ab 1900 arbeitete Bauty in Paris als Korrespondent verschiedener Schweizer Zeitungen wie des Feuille d’Avis de Lausanne und des Feuille d’Avis de Neuchâtel und schrieb für französische Magazine wie die Lectures pour tous von Hachette Livre und die Tageszeitung Le Siècle. Nach der Rückkehr in die Schweiz wurde er 1906 Bundeshaus-Korrespondent des Feuille d’Avis de Lausanne und der Tribune de Genève sowie der französischen Wochenzeitung L’Illustration und der Tageszeitungen Le Petit Parisien und The Sun (New York). Im April 1911 übernahm er die Chefredaktion der Tribune und leitete die Zeitung bis Ende Januar 1918. Er widersetzte sich während des Ersten Weltkrieges der Zensur und drückte der Tribune einen frankreichfreundlichen Stempel auf. Der Verkauf der Zeitung im Ausland stieg in dieser Zeit markant an. Danach arbeitete er wieder als Korrespondent verschiedener Schweizer Zeitungen. 1919 gründete er die Monatszeitschrift Le Mercure Suisse. Als Chefredaktor der Zeitschrift wollte er mit ihr Informationen über die Schweizer Wirtschaft namentlich im Ausland verbreiten. 1920 war er einer der ersten beim Völkerbund akkreditierten Journalisten und arbeitete auch als Korrespondent der schwedischen Presse und des Pariser Journal des débats politiques et littéraires. Ab 1945 war er als Korrespondent bei den Vereinten Nationen und anderen internationalen Organisationen in Genf tätig, namentlich der Weltgesundheitsorganisation (WHO). Im Feuille d’Avis de Neuchâtel schrieb er dienstags eine vielbeachtete Kolumne auf der Frontseite unter dem Namen «Franchomme». Er war bis ins hohe Alter aktiv und der anerkannte Doyen der Genfer Presse. Sein künstlerisches Talent und seine Ausbildung als Zeichner erlaubten es ihm, manche seiner Artikel selbst zu illustrieren.
Bauty war Präsident des Vereins der Schweizer Presse (VSP, heute impressum) sowie 1940‒1945 Präsident und danach Ehrenpräsident der 1928 gegründeten «Association de la Presse Étrangère en Suisse» (APES).

## Werke
- La police des denrées: guide pratique du négociant et du consommateur. L. Vincent, Lausanne 1909.
- En Alsace reconquise. Impressions du front, 1915. Berger-Levrault, Paris/Nancy 1915.
- La suisse à son poste de combat. Verlag Tribune de Genève, Genf 1917.

## Auszeichnungen
- 1920: Croix d’officier de l’Ordre de Léopold II (Orden Leopolds II., Belgien)[10]
- 1928: Chevalier de la Légion d’honneur (Ehrenlegion, Frankreich)[11]